# Mainaschaff

Gemeindegebiet von Mainaschaff

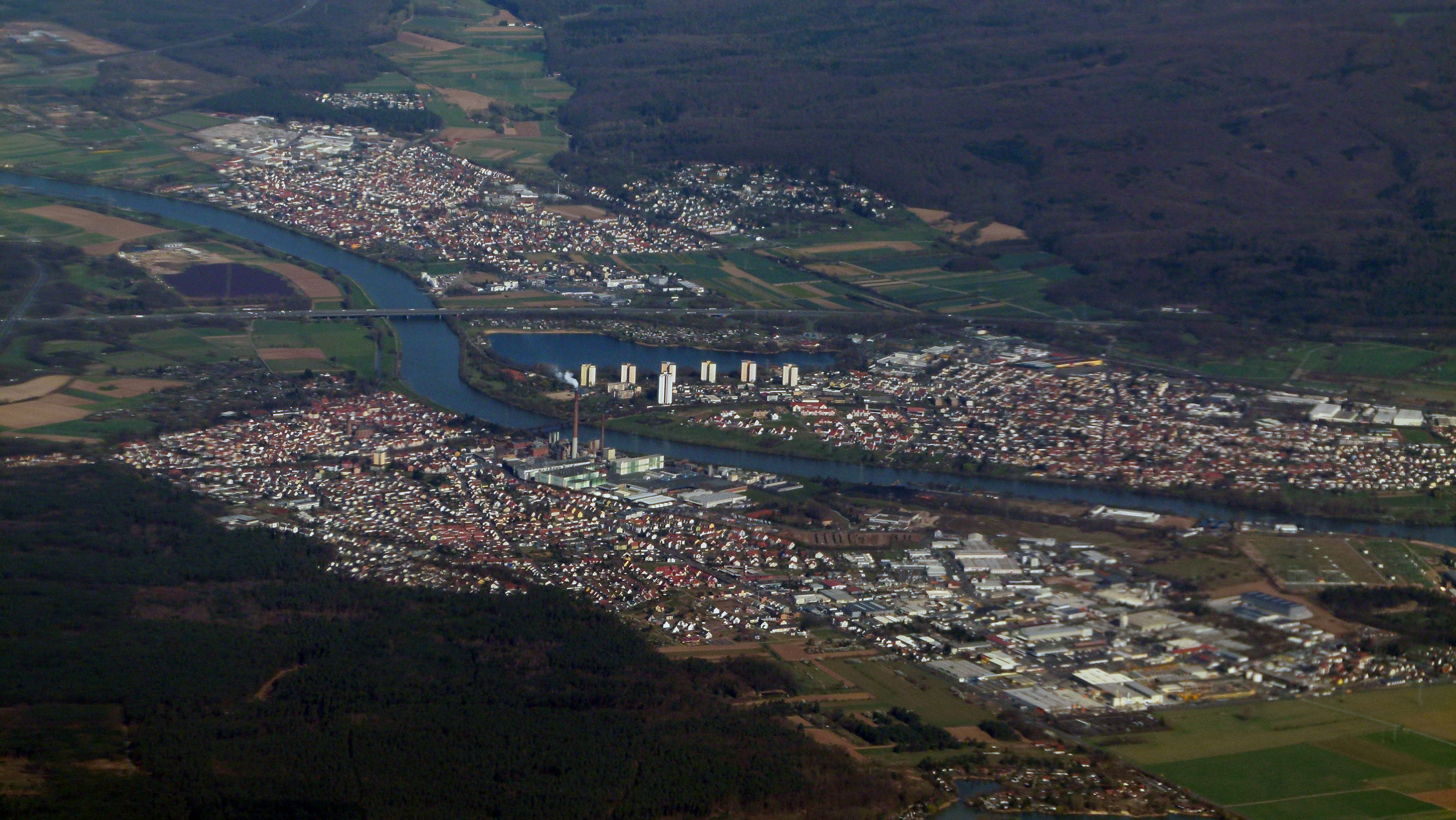
Luftbild von Stockstadt, Mainaschaff und Kleinostheim

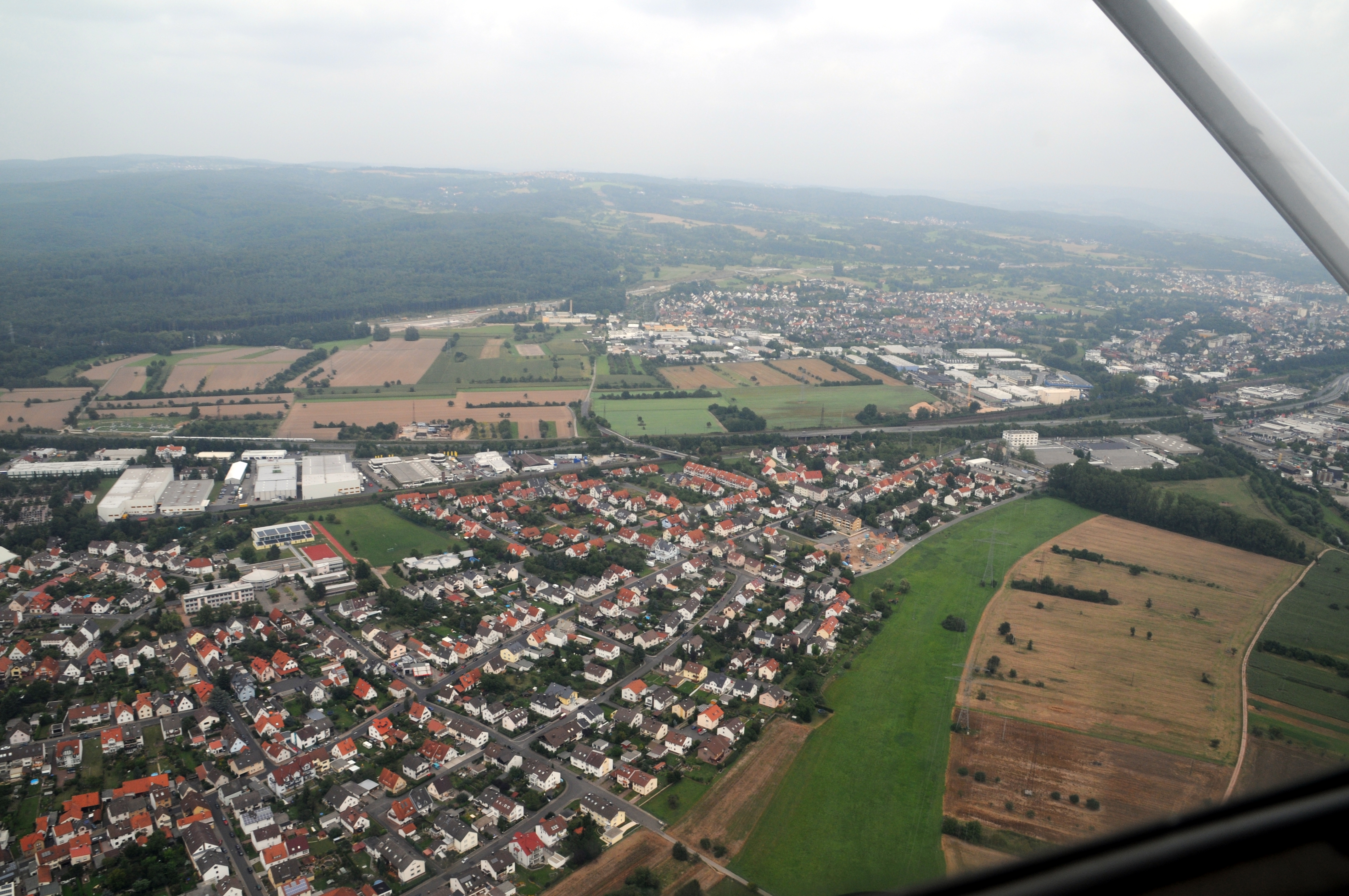
Luftbild 2008

Mainaschaff ist eine Gemeinde im unterfränkischen Landkreis Aschaffenburg in Bayern.

## Geografie

### Geografische Lage
Die Gemeinde liegt westlich angrenzend an die Stadt Aschaffenburg am rechten Mainufer nahe an der Landesgrenze zu Hessen. Der topographisch höchste Punkt der Gemeindegemarkung befindet sich ca. 700 m südwestlich von Sternberg mit 330 m ü. NHN (Lage), der niedrigste liegt im Main auf 108,5 m ü. NHN (Lage).

### Gemeindegliederung
Es gibt nur einen Gemeindeteil und eine Gemarkung Mainaschaff.

### Nachbargemeinden
|                          | Gemeinde Kleinostheim                       | Gemeinde Johannesberg |
|                          | Kompassrose, die auf Nachbargemeinden zeigt |                       |
| Markt Stockstadt am Main |                                             | Stadt Aschaffenburg   |

## Name

### Namensherkunft
Seinen ursprünglichen Namen hat der Ort Aschaff vom Fluss Aschaff, an dem er liegt. Später wurde zur Unterscheidung vom in der Nähe liegenden Ort Aschaff (heute Waldaschaff) der Zusatz Main hinzugefügt. Im Volksmund wird der Ort Oscheff ['oʃəf] genannt.

### Frühere Schreibweisen
Frühere Schreibweisen des Ortes aus diversen historischen Karten und Urkunden:
| - 950 Ascafa - 1184 Aschapha - 1222 Aschaffe - 1248 Ascaffe - 1250 Ascaff - 1282 Asschaf | - 1283 Aschapha - 1366 Mennaschaff - 1424 Meynaschaff - 1532 Meinaschaff - 1607 Mainaschaff |

## Geschichte
Mainaschaff wurde erstmals im Privileg Papst Lucius’ III. für das Stift Aschaffenburg von 1184 urkundlich als Besitzverfügung erwähnt. Zu Beginn des 12. Jahrhunderts gehörte der kleine Ort, der vornehmlich aus landwirtschaftlichen Höfen bestand, zum Stift Sankt Peter und Alexander (siehe auch: Stiftskirche St. Peter und Alexander) in Aschaffenburg. Die Bewohner, die hauptsächlich auch vom Obstanbau und Fischfang lebten, hatten an dieses Stift laufende Abgaben und auch Frondienste zu leisten.
Am 1. Juli 1862 wurde das Bezirksamt Aschaffenburg gebildet, auf dessen Verwaltungsgebiet Mainaschaff lag. Im Jahre 1872 wurde Mainaschaff eine eigenständige Gemeinde. 1939 wurde wie überall im Deutschen Reich die Bezeichnung Landkreis eingeführt. In der Karwoche 1945 fand in der Region die heftige Schlacht um Aschaffenburg statt. Mainaschaff war nun eine der 33 Gemeinden im Altkreis Aschaffenburg. Dieser schloss sich am 1. Juli 1972 mit dem Landkreis Alzenau in Unterfranken zum neuen Landkreis Aschaffenburg zusammen.
Von 1917 bis 1972 bestand etwa in Höhe der Ankergasse die Staustufe Mainaschaff mit Steg über den Main, mit einem Kraftwerk in Flussmitte und mit einer Floßgasse am Mainaschaffer Ufer. Schleuse und Fischpass befanden sich auf dem Stockstädter Mainufer.

## Einwohnerentwicklung
Im Zeitraum 1988 bis 2018 stieg die Einwohnerzahl von 6931 auf 8936 um 2005 Einwohner bzw. um 28,9 %.
Quelle: BayLfStat

## Politik

### Gemeinderat
Der Gemeinderat besteht aus 20 Ratsmitgliedern. Dies ist die festgelegte Anzahl für eine Gemeinde mit einer Einwohnerzahl zwischen 5001 und 10.000. Der Gemeinderat wird für jeweils sechs Jahre gewählt.
Stimmberechtigt im Rat der Gemeinde ist außerdem der erste Bürgermeister Moritz Sammer, parteilos.
|      | SPD | CSU | FWG | AfD | Gesamt   |
| 2020 | 8   | 7   | 4   | 1   | 20 Sitze |
| 2014 | 6   | 10  | 4   | -   | 20 Sitze |
| 2008 | 8   | 9   | 3   | -   | 20 Sitze |
| 2002 | 7   | 10  | 3   | -   | 20 Sitze |

### Bürgermeister
Erster Bürgermeister ist der parteilose Moritz Sammer. Bei der letzten Bürgermeisterwahl am 15. März 2020 wurde Sammer, der als Parteiloser auf der SPD-Liste kandidiert hatte, mit 62,66 % der Stimmen gewählt. Seine Gegenkandidaten Horst Engler (parteilos, CSU) erhielt 33,10 % und Bernhard Sell (AfD) erhielt 4,24 %. Die Wahlbeteiligung lag bei 56,06 %.

### Wappen
| Wappen Gde. Mainaschaff | Blasonierung: „Ein silberner Wellengöpel; vorne fünfmal geteilt von Gold und Rot, hinten in Rot ein halbes, stehendes silbernes Rad, im Schildfuß Blau.“ |
| Wappen Gde. Mainaschaff | Wappenbegründung: Der Wellengöpel symbolisiert den Zusammenfluss der Flüsse Main und Aschaff. Ihre Namen stehen auch redend für den Gemeindenamen. Die geminderte Teilung von Rot und Gold in der vorderen Schildhälfte stammt aus dem Wappen der Grafen von Rieneck, denen in der Geschichte Teile der Gemeinde gehörten. Das halbe Rad stammt aus dem Wappen des Kurstaats Mainz, zu dem der Ort bis 1803 gehörte. Die Farben Blau im Schildfuß und Silber im Wellengöpel sind die Farben Bayerns, zu dem der Ort seit 1816 gehört. Das Wappen wurde am 28. August 1968 verliehen. |

## Kultur und Sehenswürdigkeiten

### Theater
- Marionettentheater Puppenschiff.
- Außerdem trägt die Gemeinde die Maintalhalle, in der kulturelle und sportliche Veranstaltungen stattfinden. Besonders bekannt ist die Halle wegen der Musicalaufführungen der Fachakademie für Sozialpädagogik des Landkreises Aschaffenburg und des Gesangvereins Edelweiß Mainaschaff.

### Bauwerke
Der Kapellenberg, ein ehemals seit dem 14. Jahrhundert als Weinberg dienender flächenmäßig großer Hügel mit einer Kapelle und einer Marienstatue, gilt seit über hundert Jahren als Wallfahrtsort und ist immer wieder das Ziel zahlreicher Prozessionen. Öffentliche Einrichtungen (Spielplatz etc.) machen ihn zu einem bekannten Ausflugsziel. Auf diesem Berg befindet sich der Eingang zu einer alten, erst in diesem Jahrhundert der Öffentlichkeit zugänglichen Grotte. Er wird seit 2005 wieder aktiv als Weinberg genutzt, der vom Verein Historischer Weinberg Mainaschaff e. V. gepflegt wird. Außerdem gibt es dort mehrere gesprengte Bunker der Wetterau-Main-Tauber-Stellung. Bis zur Verbreiterung der A 3 stand am ehemaligen Autobahnparkplatz ein Aussichtspavillon in der Form eines Monopteros.

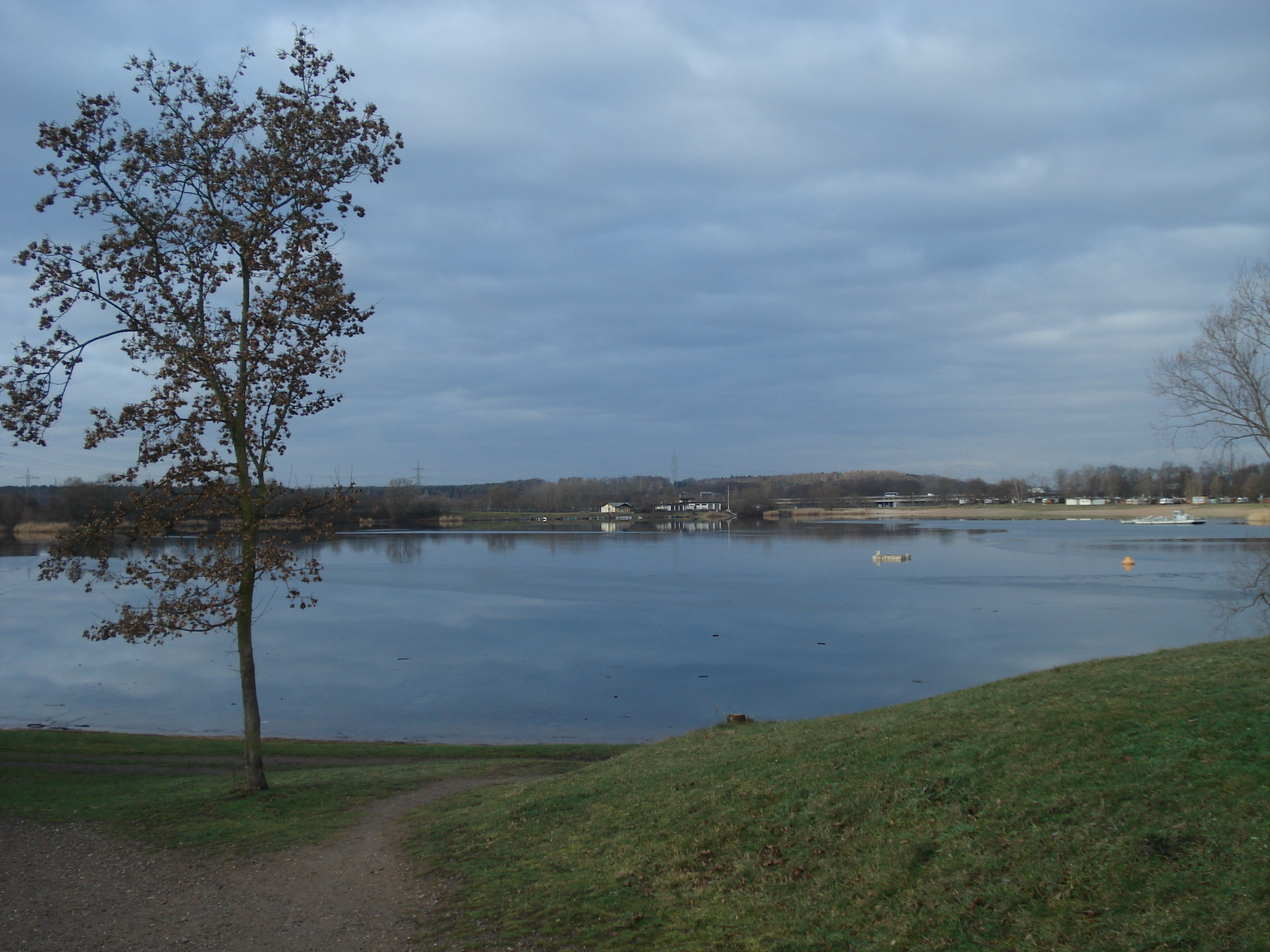
Mainparksee

### Parks
Der Mainparksee, ein nunmehr etwa 24 Hektar großer Binnensee, der beim Bau der Autobahn in den 1950er Jahren aus einem Baggersee entstand, bietet einen Dauercampingplatz und Bademöglichkeiten. Seit 2005 ist in Mainaschaff auf dem Gelände des Mainparksees eine der größten Saunalandschaften Deutschlands ansässig. Er wurde als Naherholungsgebiet der Öffentlichkeit zugänglich gemacht.
Im Mainaschaffer Strietwald gibt es einen ehemals als Hartsteinbruch genutzten Vulkanschlot mit Vorkommen des Minerals Olivin-Nephelinit.

## Wirtschaft und Infrastruktur

### Verkehr
- Mainaschaff liegt direkt an der Autobahn A 3 (Ausfahrt Aschaffenburg West) und an der Bundesstraße 8 zwischen Kleinostheim und Aschaffenburg.
- An die Eisenbahn ist Mainaschaff durch den am 1. Juli 1909 in Betrieb genommenen,[11] gleichnamigen Haltepunkt an der Rhein-Main-Bahn (Bahnstrecke Darmstadt Hauptbahnhof–Aschaffenburg Hauptbahnhof) angeschlossen. Der Haltepunkt liegt an der Kreuzung Milanstraße/Bahnhofstraße und bietet eine Park-and-ride-Möglichkeit. Hier hält die Regionalbahn 75 des Rhein-Main-Verkehrsverbundes, die zwischen Wiesbaden Hauptbahnhof und Aschaffenburg Hauptbahnhof verkehrt. [veraltet]2021 soll der Ort zudem mit dem Bahnhof Mainaschaff-Nord an die Bahnstrecke Aschaffenburg-Frankfurt angeschlossen werden.[12]
- Die Gemeinde ist an den Stadt- und Regionalbusverkehr der Verkehrsgesellschaft Untermain angeschlossen und wird von der Linie 14 (Stadtbus) und der Linie 50 (Regionalbus Aschaffenburg – Mainaschaff – Kleinostheim – Karlstein – Kahl) bedient.

### Ansässige Unternehmen
- f.a.n. frankenstolz

## Söhne und Töchter der Gemeinde
- Alfred Diel (1924–2013), Schachjournalist und -funktionär

## Lokalkolorit
Die Mainaschaffer (im Dialekt auch Oscheffer, Escheffer oder auch Öscheffer genannt) haben, wie die Einwohner vieler anderer Dörfer, deren Äcker aus Sandboden bestehen, den Ortsnecknamen Sandhasen, was in der Soldatensprache so viel bedeutet wie „Infanterist“.